# Digimon Adventure 02: The Beginning
Digimon Adventure 02: The Beginning (デジモンアドベンチャー02 THE BEGINNING) és una pel·lícula d'animació del 2023. Ambientada en la mateixa continuïtat de les dues primeres sèries d'anime de televisió de Digimon, serveix com a final de sèrie de la història de Digimon Adventure 02. Es va estrenar als cinemes japonesos el 27 d'octubre de 2023. S'ha doblat al català.

## Premissa
Dos anys després de la batalla contra Eosmon, Daisuke Motomiya, Ken Ichijouji, Miyako Inoue, Iori Hida, Takeru Takaishi i Hikari Yagami coneixen un noi anomenat Rui Owada, que es troba amb un Digivice sense poder i afirma ser el primer nen escollit. A més, un Digimon anomenat Ukkomon apareix al món real i vol que cada persona del món tingui la seva pròpia parella digimon.

## Repartiment
- Fukujurō Katayama com a Daisuke Motomiya
- Junko Noda com a V-Mon
- Arthur Lounsbery com Ken Ichijōji
- Naozumi Takahashi com Wormmon
- Ayaka Asai com Miyako Inoue
- Kōichi Tōchika com a Hawkmon
- Yoshitaka Yamaya com Iori Hida
- Megumi Urawa com a Armadimon
- Junya Enoki com a Takeru Takaishi
- Miwa Matsumoto com a Patamon
- MAO com a Hikari Yagami
- Yuka Tokumitsu com a Tailmon
- Megumi Ogata com a Rui Ōwada
- Rie Kugimiya com a Ukkomon

## Producció
La pel·lícula es va anunciar per primera vegada l'agost de 2021 com a destacada a la sèrie de televisió Digimon Adventure 02. El director Tomohisa Taguchi i el guionista Akatsuki Yamatoya es tornen a unir des de l'última pel·lícula, Digimon Adventure: L'última evolució Kizuna, per treballar a The Beginning . El productor Yōsuke Kinoshita va dir que la pel·lícula giraria al voltant dels personatges de Digimon Adventure 02 en lloc del primer anime per la diferència que són del repartiment original. El primer disseny va utilitzar la línia "Soc la primera persona que s'ha associat amb un Digimon" en referència al nou personatge amb la veu de Megumi Ogata. Ogata, que apareix per primer cop a la sèrie Digimon, confia en el director, concretament en les imatges que la sorprenen. Ukkomon, interpretada per Rie Kugimiya, va ser objecte de la confusió de l'actriu, ja que va notar que el seu nom tenia impacte, però va trobar atractiu el disseny semblant a un àngel.
El juliol de 2023, es va publicar un nou tràiler amb una nova línia sobre una "veritat trista però suau darrere del naixement del Nen Escollit", els personatges principals de les dues sèries de televisió. A la visual principal, que es va donar a conèixer al mateix temps que aquesta preestrena, els sis "nens escollits" es reuneixen sobre el teló de fons d'innombrables boles digitals repartides per la Torre de Tòquio. L'equip de pel·lícula va presentar quatre pòsters visuals de personatges l'11 de setembre de 2023 i va utilitzar música de la sèrie de televisió per promocionar-la; "Ashita wa Atashi no Kaze ga Fuku" d'Ai Maeda. Taguchi va destacar un tema diferent dins de The Beginning que va fer destacar la pel·lícula. Mentre que L'última evolució Kizuna es va centrar en el final dels nens escollits, The Beginning tracta, en canvi, dels seus orígens.